# Tour de Drenthe
El Tour de Drenthe (oficialmente: Albert Achterhes Pet Ronde van Drenthe) es una carrera ciclista neerlandesa que se disputa en la provincia de Drenthe. 
La prueba fue creada en 1960 siendo amateur hasta 1996 por ello la mayoría de sus ganadores han sido neerlandeses. Fue de categoría 1.5 ascendiendo progresivamente hasta la 1.3. Desde la creación de los Circuitos Continentales UCI en 2005 forma parte del UCI Europe Tour, dentro de la categoría 1.1, salvo en 2011 que fue de categoría 2.1 ya que fue carrera por etapas debido a que la Dwars door Drenthe se integró en esta carrera como primera etapa.
Cuando es carrera de un día su trazado es de unos 200 km pasando a 180 km por etapa cuando fue vuelta por etapas. Siempre ha tenido final e inicio en Hoogeveen salvo en 2011 que al ser carrera por etapas empezó en Coevorden debido a que el inicio del Dwars door Drenthe cambia de un año para otro.

## Dwars door Drenthe
En 2010 y desde 2012 se disputa también otra carrera profesional masculina con similares características que el Tour de Drenthe, llamada Dwars door Drenthe, de hecho se encuadra en el mismo programa de competiciones consecutivas disputadas entre el jueves y el domingo, tres femeninas y dos masculinas, aunque sin ningún orden predeterminado de un año a otro. En el 2011 se consideró extraoficialmente como la primera etapa del Tour de Drenthe. Siempre ha sido de categoría 1.1.

## Carreras femeninas
Desde 1998 se disputan también varias carreras profesionales femeninas de menor kilometraje en su trazado que el Tour de Drenthe aunque con similares características, de hecho también se encuadran en el mismo programa de competiciones consecutivas disputadas entre el jueves y el domingo, aunque sin ningún orden predeterminado de un año a otro.
La primera fue creada en 1998 y desde 2011 tiene el nombre de Novilon Euregio Cup aunque ha tenido varios nombres como Novilon Internationale Damesronde van Drenthe (el más usado) entre 1998 y 2007 y Novilon Eurocup Ronde van Drenthe entre 2008 y 2011. Esta fue de categoría 1.9.1, entre 2003 y 2006 pasó a ser carrera de tres etapas siendo de categoría 2.9.1 (máxima categoría del profesionalismo para carreras por etapas) renombrándose esa categoría en 2005 por la 2.1 manteniendo la carrera dicho status. En 2006 volvió a ser carrera de una sola etapa siendo de categoría 1.1, excepto en el 2010 que fue amateur (aunque siguieron participando corredoras de primer nivel). Tiene unos 140 km de trazado.
En 2007 la Fundación del Tour de Drenthe (Stichting Ronde van Drenthe) creó la Drentse 8 van Dwingeloo, desde 2012 simplemente Drentse 8 y desde 2015 Drentse Acht van Westerveld, dentro de la categoría 1.1. Habitualmente ha tenido 141 km de trazado.

## Palmarés

### Ediciones amateur
| Año       | Ganador                 | Segundo                 | Tercero                 |
| --------- | ----------------------- | ----------------------- | ----------------------- |
| 1960      | Jurre Dokter            | Bert Boom               | Wim Boogers             |
| 1961      | Cees de Jongh           | Jaak Mesters            | Bert Boom               |
| 1962      | Bart Solaro             | Gérard Wesseling        | Théo Rutten             |
| 1963-1964 | ediciones no realizadas | ediciones no realizadas | ediciones no realizadas |
| 1965      | Roel Hendriks           | Adri Van Kemenade       | Piet Barendregt         |
| 1966      | Piet Tesselaer          | Harm Ottenbros          | Harry Stevens           |
| 1967      | Leen de Groot           | Marinus Wagtmans        | Jan Brouwer             |
| 1968      | Jan van Katwijk         | Herman Hoogzaad         | Michel Bertou           |
| 1969      | Ben Janbroers           | Piet Hoekstra           | Michel Bertou           |
| 1970      | Popke Oosterhof         | Tino Tabak              | Nano Bakker             |
| 1971      | Juul Bruessing          | Nano Bakker             | Kees Balk               |
| 1972      | Hennie Kuiper           | Kees Balk               | Piet van Katwijck       |
| 1973      | Gerrie van Gerwen       | Piet van der Kruys      | Henk Prinsen            |
| 1974      | Co Hoogendoorn          | Jan Raas                | Piet van der Kruys      |
| 1975      | Jimmy Kruunenburg       | Henk Botterhuis         | Alfons van Katwijck     |
| 1976      | Wil van Helvoirt        | Herman Snoeyink         | Martin Rietveld         |
| 1977      | Joop Ribbers            | Piet van der Kruys      | Egbert Koersen          |
| 1978      | Henk Mutsaars           | Jos Lammertink          | Théo De Rooy            |
| 1979      | Wim de Waal             | Jan Feiken              | Théo De Rooy            |
| 1980      | Henk Mutsaars           | Dries Klein             | Dries Timmer            |
| 1981      | Ron Snijders            | Ad Dekkers              | Bert Wekema             |
| 1982      | Hans Baudoin            | Arie Assink             | Bert Wekema             |
| 1983      | Ron Snijders            | Bert Wekema             | Jannes Slendeboroek     |
| 1984      | Anton van der Steen     | Jos Alberts             | Dick van Oirschot       |
| 1985      | Henk Boeve              | Henri Dorgelo           | Michel Cornelisse       |
| 1986      | Jan-Hendrik Dekker      | Michel Cornelisse       | Anton van der Steen     |
| 1987      | Richard Luppes          | Jan-Hendrik Dekker      | Eddy Schurer            |
| 1988      | Stephan Räckers         | Patrick Coone           | Peter de Vos            |
| 1989      | Erik Knuvers            | Tonnie Teuben           | Gérard Kemper           |
| 1990      | Gérard Kemper           | Rob Mulders             | Erik Dekker             |
| 1991      | Allard Engels           | Patrick Rasch           | Erik Dekker             |
| 1992      | Paul Konings            | Erik Dekker             | Raymond Thebes          |
| 1993      | Allard Engels           | Anthony Theus           | Paul Konings            |
| 1994      | Anthony Theus           | Rik Reinerink           | Rik Rutgers             |
| 1995      | Pascal Appeldoorn       | Niels van der Steen     | Steven de Jongh         |
| 1996      | Karsten Kroon           | Benny Gosink            | Martin van Steen        |

### Ediciones profesionales
| Año                                                                      | Ganador              | Segundo              | Tercero             |           |
| ------------------------------------------------------------------------ | -------------------- | -------------------- | ------------------- | --------- |
| 1995                                                                     | Pascal Appeldoorn    | Niels van der Steen  | Steven de Jongh     |           |
| 1996                                                                     | Karsten Kroon        | Bennie Gosink        | Martin van Steen    |           |
| 1997                                                                     | Anthony Theus        | Martin van Steen     | Louis de Koning     |           |
| 1998                                                                     | Remco van der Ven    | Paul van Schalen     | Berry Hoedemakers   |           |
| 2001 edición no realizada debido al riesgo de infección de fiebre aftosa |                      |                      |                     |           |
| 1999                                                                     | Jans Koerts          | Martin van Steen     | Rudie Kemna         |           |
| 2000                                                                     | Andy De Smet         | Berry Hoedemakers    | John den Braber     |           |
| 2002                                                                     | Rudie Kemna          | Andy De Smet         | Marc Vlijm          |           |
| 2003                                                                     | Rudie Kemna          | Eric Baumann         | Ralf Grabsch        |           |
| 2004                                                                     | Erik Dekker          | David McKenzie       | Simone Cadamuro     |           |
| 2005                                                                     | Marcel Sieberg       | Tom Veelers          | Jarosław Zarębski   |           |
| 2006                                                                     | Markus Eichler       | Floris Goesinnen     | Wouter Mol          |           |
| 2007                                                                     | Martijn Maaskant     | René Jørgensen       | Luca Solari         |           |
| 2008                                                                     | Coen Vermeltfoort    | Stefan van Dijk      | Fulco van Gulik     |           |
| 2009                                                                     | Maurizio Biondo      | Kenny van Hummel     | Grega Bole          |           |
| 2010                                                                     | Alberto Ongarato     | Andy Cappelle        | Michał Gołaś        |           |
| 2011                                                                     | Kenny van Hummel     | Sacha Modolo         | Adam Blythe         |           |
| 2012                                                                     | Bert-Jan Lindeman    | Guillaume Boivin     | René Jørgensen      |           |
| 2013                                                                     | Alexander Wetterhall | Markus Eichler       | Andreas Schillinger |           |
| 2014                                                                     | Kenny Dehaes         | Scott Thwaites       | Bert-Jan Lindeman   |           |
| 2015                                                                     | Edward Theuns        | Bert-Jan Lindeman    | Joey van Rhee       |           |
| 2016                                                                     | Jesper Asselman      | Mark McNally         | Dylan Groenewegen   |           |
| 2017                                                                     | Jan-Willem van Schip | Twan Castelijns      | Jasper De Buyst     |           |
| 2018                                                                     | František Sisr       | Dries De Bondt       | Preben Van Hecke    |           |
| 2019                                                                     | Pim Ligthart         | Robbert de Greef     | Nicola Bagioli      |           |
| 2020                                                                     | cancelada            | cancelada            | cancelada           | cancelada |
| 2021                                                                     | Rune Herregodts      | Andrea Pasqualon     | Dylan Groenewegen   |           |
| 2022                                                                     | Dries Van Gestel     | Barnabás Peák        | Hugo Hofstetter     |           |
| 2023                                                                     | Per Strand Hagenes   | Tobias Lund Andresen | Adam de Vos         |           |
| 2024                                                                     | cancelada            | cancelada            | cancelada           | cancelada |

Notas:
- En la edición 2005, el segundo clasificado en principio fue Kirk O'Bee pero fue descalificado por dopaje.[10]
- La edición 2011 fue una carrera de 2 etapas.

## Palmarés por países
| País            | Victorias |
| --------------- | --------- |
| Países Bajos    | 49        |
| Bélgica         | 5         |
| Italia          | 2         |
| Alemania        | 2         |
| Suecia          | 1         |
| República Checa | 1         |
| Noruega         | 1         |